# Scaeurgus unicirrhus
Scaeurgus unicirrhus är en bläckfiskart som först beskrevs av Stefano Delle Chiaje och D'Orbigny 1839-41 in Férussac.  Scaeurgus unicirrhus ingår i släktet Scaeurgus och familjen Octopodidae. Inga underarter finns listade i Catalogue of Life.